# Hadrien David
Pour les articles homonymes, voir David.
Hadrien David, né le 26 février 2004 à Royan en Charente-Maritime, est un pilote automobile français. Il devient le plus jeune champion de Formule 4 de l’histoire en remportant le championnat de France en 2019, à l'âge de 15 ans et détient le record du plus grand nombre de podiums en championnat d'Europe de Formule Régionale.

## Biographie

### 2004-2018: enfance et karting
Hadrien David naît le 26 février 2004 à Royan et découvre le karting à l’âge de 8 ans, sur la piste de sa ville natale. Il débute en compétition officielle en 2013, en catégorie Mini-kart et termine troisième de la Coupe de France, premier du championnat régional Poitou-Charentes et vice-Champion de la Région Centre. En 2014, il finit cinquième de la Coupe de France et du championnat de France en catégorie Minime, ainsi que meilleur rookie. Cette même année, la FFSA l'intègre dans son « Programme 10-15 » de détection des jeunes talents et l'encadre avec l'Auto Sport Academy. En 2015, il remporte la Coupe de France, le Challenge Rotax et termine troisième du championnat de France dans la même catégorie et devient membre de l’Équipe de France de Karting,.
L'année suivante, David fait ses débuts à l’international et devient Champion de Belgique en X30 Cadet. Il remporte à nouveau la Coupe de France et devient Champion de France Cadet. En deux ans, il participe à 30 compétitions nationales et internationales, monte 28 fois sur le podium et obtient 26 victoires. À partir de 2017, il intensifie sa présence à l’international, et termine quatrième du championnat d’Europe et troisième à Genk en Championnat d’Allemagne dans la catégorie OK-Junior. En 2018, il est vainqueur du WSK à La Conca dans la même catégorie et remporte une manche du championnat d’Allemagne à Genk, en catégorie OK.

### 2019: débuts et confirmation en monoplace

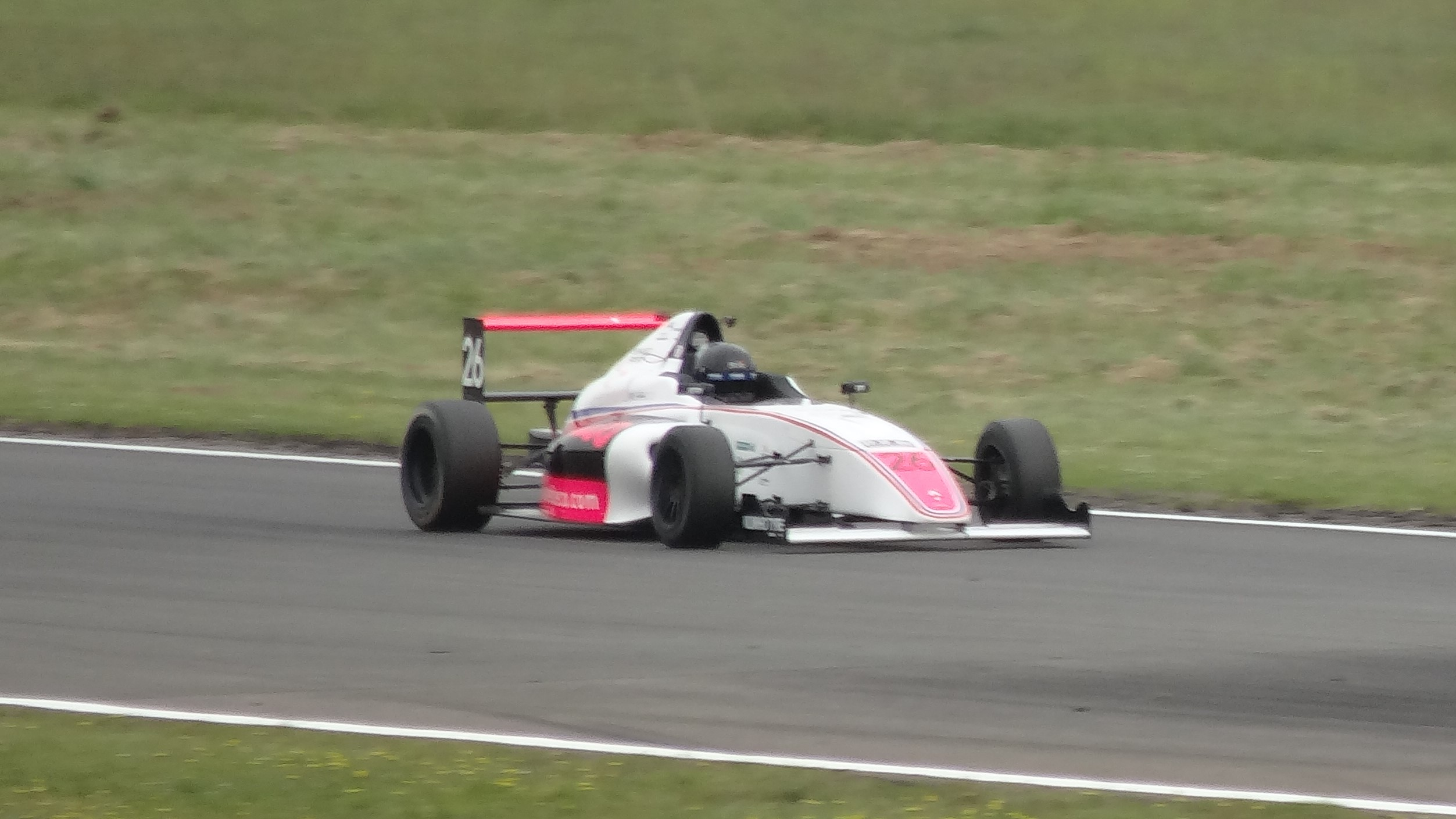
Hadrien David en Formule 4 française en 2019 à Nogaro.

En 2019, Hadrien David intègre le Championnat de France de Formule 4. En préparation à cette saison, il participe au Championnat d'Asie du Sud-Est de Formule 4, utilisant les mêmes Mygale M14-F4-Renault que le championnat français et gagne trois courses à Sepang,.
De retour en France pour la manche d'ouverture à Nogaro, il remporte deux des trois courses, signe les deux pole positions ainsi que les trois meilleurs tours en course, lui permettant de prendre la tête du championnat. Il obtient sa troisième victoire de la saison à Pau. Il s'impose de nouveau à Lédenon, et malgré quelques courses émaillées de contacts avec d'autres pilotes, David pointe toujours en tête du championnat avec pour seul rival le Réunionnais Reshad De Gerus.
Durant la pause estivale, il effectue deux participations ponctuelles pour R-ace GP en Championnat d'Allemagne de Formule 4, utilisant des voitures bien plus rapides que celles des championnats français et asiatique, avec pour meilleur résultat une septième place,.
Il revient à Sepang pour une manche de Formule 4 asiatique, où il remporte à nouveau trois des quatre courses du weekend. De retour dans le championnat de France, il obtient deux nouvelles victoires sur le Hungaroring. Hadrien David accroît son avance en tête du championnat après trois podiums à Magny-Cours,. Le Français est sacré champion en remportant la première course de la dernière manche au Circuit Paul-Ricard, quand son rival De Gerus abandonne. Il devient ainsi le plus jeune champion de Formule 4 de l'histoire, tous championnats nationaux confondus. Il remporte le championnat FIA international, excluant les résultats des pilotes juniors, lors de la course suivante avec un nouveau podium en partant dixième.

### 2020-2022: vice-champion en Formule Régionale

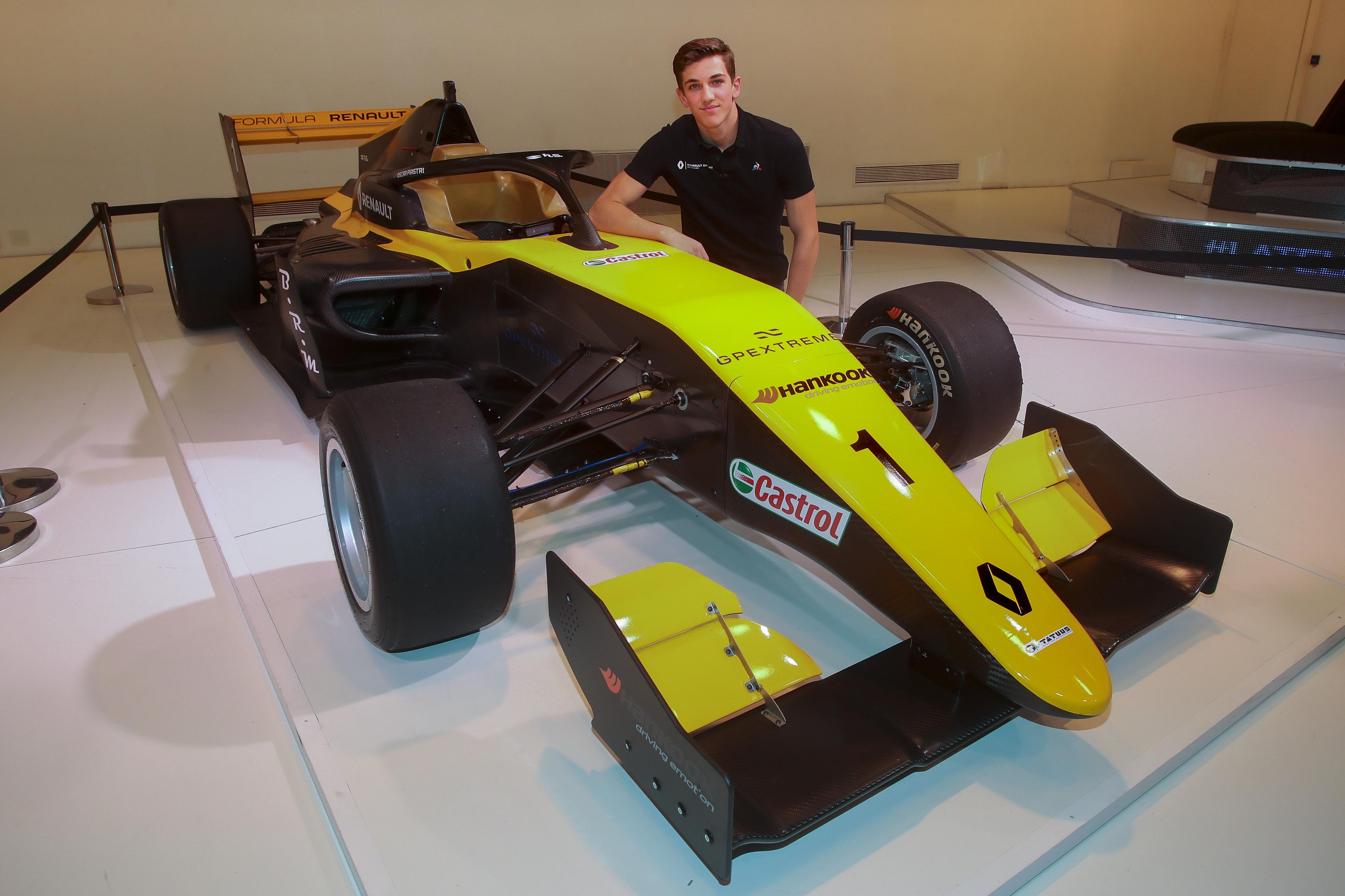
Hadrien David aux côtés de sa Formula Renault Eurocup pour la saison 2020.

Quelques jours après son titre en F4 française, Hadrien David participe aux essais de fin de saison d'Eurocup Formula Renault 2.0, avec R-ace GP et MP Motorsport. Sur le circuit Yas Marina d'Abou Dabi, il signe le huitième temps, devancé par des pilotes ayant déjà roulé dans ce championnat pendant l'année. Courtisé par plusieurs équipes junior de Formule 1, son titre en Formule 4 française permet à David de pouvoir rejoindre la Renault Sport Academy s'il le souhaite, mais il explique également avoir d'autres options pour le futur. En janvier 2020, très présent sur les réseaux sociaux, il annonce la future sortie d'Asphalt, un documentaire sur son titre en Formule 4 au circuit Paul-Ricard.

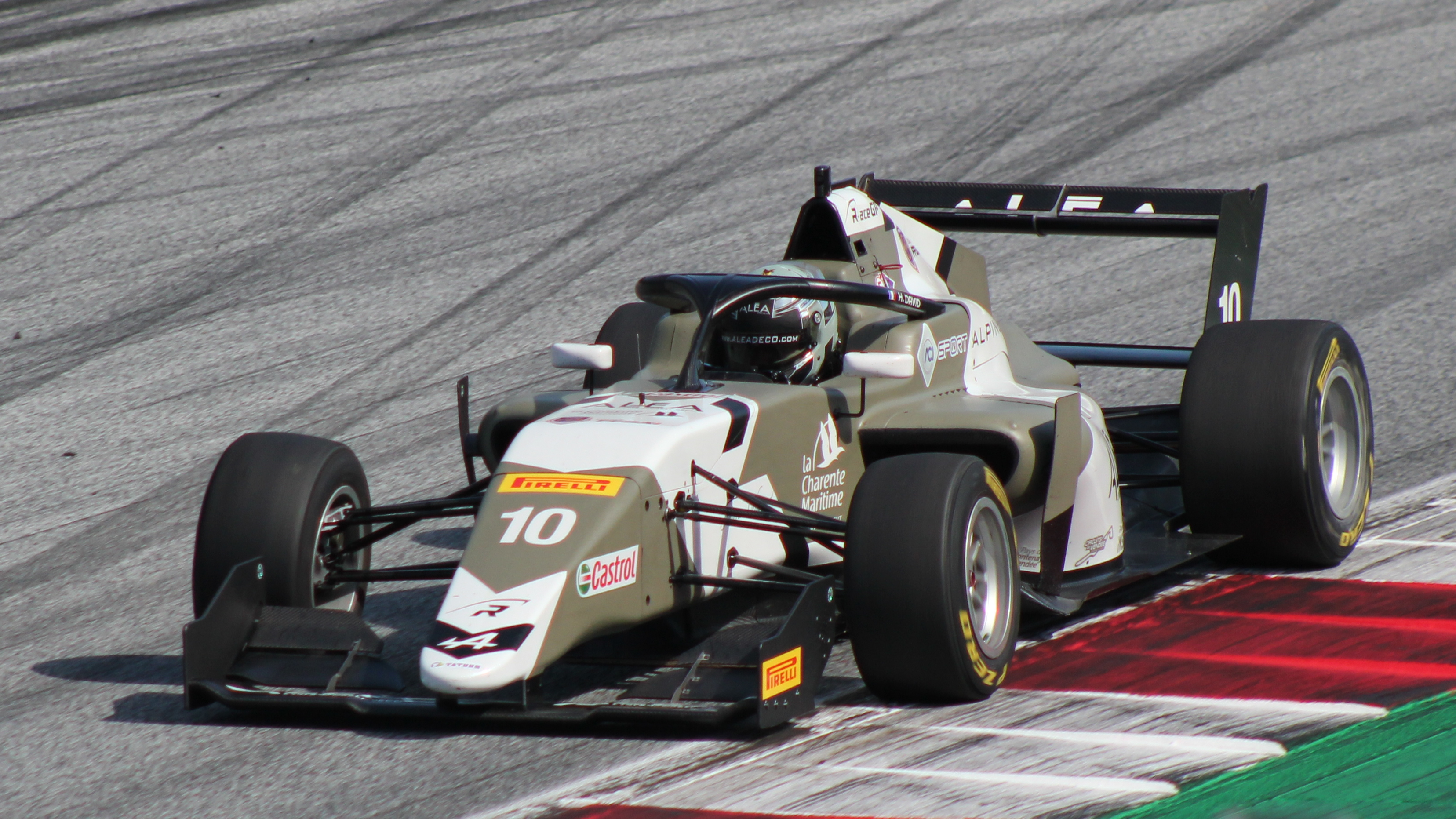
Hadrien David en Formule Régionale en 2021 à Spielberg.

Le 27 janvier 2020, Hadrien David rejoint officiellement la Renault Sport Academy, programme de jeunes pilotes de l'écurie Renault F1 Team. Il est en même temps officialisé chez MP Motorsport pour la saison 2020 de Formula Renault Eurocup. Lors du premier meeting de la saison à l'Autodromo Nazionale di Monza, il termine respectivement septième et sixième des deux courses. Après un passage à vide en milieu d'année, il s'immisce régulièrement dans les points à la fin de saison, jusqu'à décrocher son premier podium sur le circuit d'Imola, lui permettant de se classer dixième du championnat.

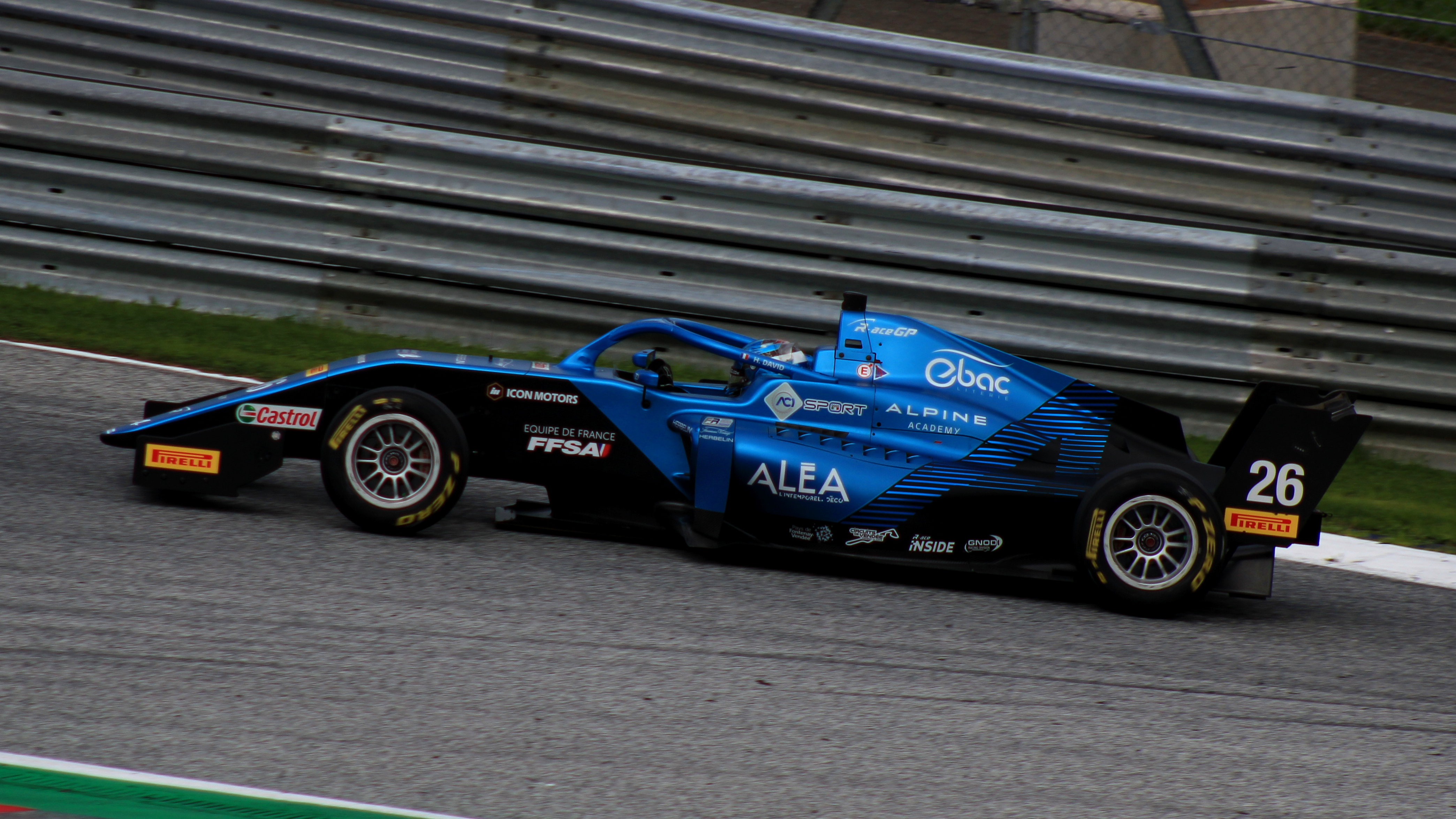
Hadrien David en Formule Régionale en 2022 à Spielberg.

En 2021, après avoir été écarté de l'Alpine Academy, David décide de quitter MP Motorsport afin de s'engager avec R-ace GP, son ancienne équipe en Formule 4 allemande, en championnat d'Europe de Formule Régionale.  Grâce à sa régularité durant la saison, il s'adjuge la deuxième place du championnat avec neuf podiums, dont deux victoires. 
L'année suivante, le pilote français redouble en championnat d'Europe de Formule Régionale et se classe quatrième du championnat avec 222 points.

## Résultats

### Palmarès en karting
- Vainqueur WSK à La Conca en OK-Junior en 2018[34]
- Vainqueur DKM à Genk en OK en 2018[35]
- 4e Championnat d'Europe en OK-Junior en 2017[36],[37]
- Vainqueur du Championnat de France Cadet en 2016[38]
- Vainqueur de la Coupe de France Cadet en 2016[39]
- Vainqueur du Championnat NSK Cadet en 2016[40]
- Champion de Belgique X30 Cadet en 2016[41]
- 3e Championnat de France Minime en 2015[42]
- Vainqueur du Challenge Rotax Minime en 2015[43]
- Vainqueur du Championnat NSK Minime en 2015[44]
- 5e Championnat de France Minime (1er Rookie) en 2014
- Programme 10-15 - Pôle France en 2014[45]
- 3e Coupe de France de Mini-kart en 2013[46]

### Résultats en formules de promotion
| Saison | Championnat                                | Écurie                    | Courses | Victoires | Pole positions | Meilleurs tours | Podiums | Points inscrits | Classement                      |
| ------ | ------------------------------------------ | ------------------------- | ------- | --------- | -------------- | --------------- | ------- | --------------- | ------------------------------- |
| 2019   | Championnat de France de Formule 4         | FFSA Academy              | 21      | 7         | 10             | 8               | 14      | 280             | Champion                        |
| 2019   | Championnat d'Asie du Sud-Est de Formule 4 | Team Meritus              | 8       | 6         | 4              | 5               | 7       | 195             | n’a pas participé à la totalité |
| 2019   | Championnat d'Allemagne de Formule 4       | R-ace GP                  | 6       | 0         | 0              | 0               | 0       | 0†              | n.c                             |
| 2020   | Formula Renault Eurocup                    | MP Motorsport             | 20      | 0         | 0              | 0               | 1       | 71              | 10e                             |
| 2021   | Formule Régionale Europe                   | R-ace GP                  | 20      | 2         | 1              | 2               | 9       | 209             | 2e                              |
| 2022   | Formule Régionale Asie                     | 3Y Technology by R-ace GP | 6       | 2         | 1              | 3               | 2       | 64              | N’a pas participé à la totalité |
| 2022   | Formule Régionale Europe                   | R-ace GP                  | 20      | 3         | 3              | 4               | 7       | 222             | 4e                              |
| 2022   | Championnat d'Italie de Formule 4          | R-ace GP                  | 2       | 0         | 0              | 0               | 0       | 10              | N’a pas participé à la totalité |
| 2023   | Formule Régionale Europe                   | Monolite Racing           | 6       | 0         | 0              | 0               | 0       | 0               | n’a pas participé à la totalité |
| 2023   | Championnat d'Asie du Sud-Est de Formule 4 | R-ace GP                  | 5       | 3         | 2              | 0               | 3       | 75              | n’a pas participé à la totalité |
| 2023   | GP de Macao de Formule 4                   | R-ace GP                  | 2       | 0         | 0              | 0               | 0       | N/A             | 7e                              |
| 2024   | Eurocup-3                                  | Drivex School             | 2       | 0         | 0              | 0               | 0       | 8               | n’a pas participé à la totalité |
| 2024   | Michelin Le Mans Cup - LMP3                | R-ace GP                  | 7       | 1         | 5              | 1               | 3       | 68              | 2e                              |